# Pilar Mazzetti Soler
Pilar Elena Mazzetti Soler (Lima, 9 de setembre de 1956) és una metgessa cirurgiana i neuròloga peruana. És Ministra de Salut del Govern de Martín Vizcarra des del 15 de juliol de 2020, càrrec que va assumir durant el context de la pandèmia per COVID-19 al Perú.
Anteriorment, Mazzetti havia ocupat el mateix càrrec de 2004 a 2006 durant el Govern d'Alejandro Toledo. Així mateix, va ser també ministra de l'Interior de 2006 a 2007 al Segon Govern d'Alan García Pérez, sent l'única dona a ocupar aquest càrrec.